# Jorah Mormont
Ser Jorah Mormont è un personaggio della saga letteraria di genere fantasy medievale Cronache del ghiaccio e del fuoco, creata dallo scrittore statunitense George R. R. Martin. 
È un cavaliere in esilio, già lord dell'Isola dell'Orso, vassallo di Casa Stark. Fugge dai Sette Regni per scampare ad una condanna a morte per aver commerciato schiavi, nella città di Pentos giura fedeltà a Daenerys Targaryen e ne diventa uno dei compagni più fidati.

## Caratteristiche
Jorah è descritto come un uomo di mezza età di grande prestanza fisica, calvo e decisamente villoso. Daenerys non lo considera particolarmente attraente, ma gli è molto affezionata. È chiamato Jorah l'Andalo dai Dothraki, poiché essi presumono che tutti gli abitanti di Westeros siano Andali. Tuttavia Jorah, essendo un uomo del Nord, è discendente dei Primi Uomini.

## Biografia del personaggio

### Passato
Una volta che Jorah raggiunge l'età adulta, il padre, Jeor Mormont, si unisce ai Guardiani della notte per far sì che il figlio erediti i titoli e le terre della Casa Mormont.
Jorah prende come moglie una fanciulla della Casa Glover; il matrimonio dura quasi dieci anni ma viene funestato da tre aborti, l'ultimo dei quali risulta fatale per la donna.
Successivamente, Jorah combatte durante la Ribellione delle Isole del Ferro e riceve il cavalierato per il suo coraggio, ed è infatti uno dei primi uomini ad attraversare le mura di Pyke, capitale delle Isole del Ferro, posta sotto assedio. 
Durante un torneo svoltosi a Lannisport per celebrare la vittoria, incontra lady Lynesse Hightower. Jorah rimane folgorato da lei e dopo un'inattesa vittoria a quel torneo, proclama Lynesse "regina dell'amore e della bellezza". Quella stessa notte chiede la sua mano a lord Leyton Hightower che acconsente al matrimonio. La coppia è felice fin quando non torna all'Isola dell'Orso. Infatti Lynesse, abituata a feste e sfarzi, considera i possedimenti maritali poco più di un tugurio.
Jorah spende enormi somme di denaro cercando di renderla felice, ma nonostante ciò non vi riesce, ottenendo come unico risultato quello di indebitarsi sempre più. Per far fronte ai debiti che di volta in volta si accumulavano, Jorah prende la funesta decisione di vendere come schiavi alcuni bracconieri scoperti nelle sue terre agli schiavisti di Tyroshi. Il crimine viene scoperto ed Eddard Stark, Protettore del Nord, lo condanna a morte, essendo i Mormont alfieri degli Stark.
Piuttosto che raggiungere il padre alla Barriera, prendendo il nero, Jorah fugge con Lynesse presso la città libera di Lys, dove diventa un mercenario. Nonostante tutti gli sforzi non è in grado di mantenere l'elevato tenore di vita della moglie, che presto lo lascia mentre lui è impegnato in una battaglia. Con il cuore spezzato, Jorah viaggia fino a Vaes Dothrak e, dopo aver trascorso del tempo con i Dothraki, impara la loro lingua e le loro usanze.

### Il gioco del trono
Al matrimonio di Daenerys Targaryen e khal Drogo a Pentos, Viserys Targaryen prende ser Jorah al suo servizio. Sperando di guadagnare un perdono reale, Jorah riferisce segretamente i movimenti di tutti i Targaryen a Varys. Dopo il matrimonio, viaggia insieme al khalasar verso est, attraverso il Mare Dothraki fino a Vaes Dothrak. Jorah finisce col disprezzare Viserys, affermando che Rhaegar è stato l'ultimo vero drago, mentre Viserys è "meno dell'ombra di un serpente". Tuttavia, egli finisce con l'ammirare sempre di più Daenerys per il suo coraggio e integrità morale.
Jorah rimane a guardare mentre khal Drogo uccide Viserys versandogli in testa dell'oro fuso, suggerendo a Daenerys di distogliere lo sguardo e ottenendo un fiero rifiuto. Aspettandosi una lettera da Magistro Illyrio, Jorah, assieme a Daenerys e alla sua scorta, si dirigono al Mercato Occidentale, inconsapevoli del fatto che re Robert sta offrendo il titolo di lord a chiunque uccida Daenerys. Al mercato, un mercante di vini cerca di offrire a Daenerys un vino avvelenato, ma viene fermato da ser Jorah, il quale aveva appena ricevuto la lettera di Illyrio dove lo informava dell'offerta di Robert.
Egli rimane fedele a Daenerys quando khal Drogo è vicino alla morte, uccide il cavaliere del sangue di Drogo, Qotho, in singolar tenzone, quando si ribella agli ordini di Daenerys e la sollecita a fuggire con lui verso est per salvare se stessa e il suo bambino non ancora nato. Quando Daenerys si rifiuta di fuggire, egli teme che abbia intenzione di suicidarsi sulla pira di Drogo, e la prega di promettergli che non lo farà. Jorah è l'unico dei seguaci di Daenerys a giurarle fedeltà liberamente, anche prima della nascita dei suoi draghi, e lei lo nomina Primo della sua Guardia, promettendogli in dono una spada di Acciaio di Valyria al loro ritorno nel Continente Occidentale. Egli è il primo a trovarla, dopo i fuochi della pira di Drogo, e cade in ginocchio in stato di shock dopo averla trovata illesa e con tre draghi appena nati.

### Lo scontro dei re
In Vaes Tolorro, la Città delle Ossa, Jorah racconta a Daenerys del suo matrimonio sfortunato con Lynesse Hightower. Afferma che Daenerys somiglia alla sua prima moglie, e Daenerys si rende conto per la prima volta che Jorah è innamorato di lei. Lei non parla mai di questo, tuttavia, comincia sempre più a preoccuparsi che Jorah la veda soprattutto come la bambina che era una volta o peggio, come una donna da amare, piuttosto che come una regina.
Sempre più innamorato di Daenerys, Jorah smette di inviare rapporti a Varys, e l'ultimo che manda è quello che spedisce da Qarth. Tenta di dissuadere Daenerys da porre troppa fiducia nei dodici di Qarth, particolarmente in Xaro Xhoan Daxos e negli stregoni della Casa degli Immortali. Quando Daenerys dichiara la sua intenzione di entrare nella Casa degli Immortali, andando contro il suo consiglio, Jorah la implora di permettergli di accompagnarla, e di permetterlo anche ai suoi cavalieri di sangue, ma Daenerys si rifiuta ed entra sola.
In seguito, Daenerys discute le visioni che ha nella Casa degli Immortali con Jorah. Lui la accompagna al porto della città, alla ricerca di una nave che li porterà nel Continente Occidentale. Nel mercato vicino alle banchine, un Uomo del Dispiacere cerca di uccidere Daenerys, ma viene ostacolato da due sconosciuti. La coppia si presenta come Arstan Barbabianca e Belwas il Forte e sostengono di essere stati inviati da Illyrio Mopatis con tre navi per scortare Daenerys e tutti i suoi compagni a Pentos. Barbabianca è un occidentale e dice di aver visto combattere Jorah a Pyke e a Lannisport; Jorah lo trova vagamente familiare, ma non riesce a riconoscerlo. Jorah diffida del duo, in particolare di Barbabianca, tuttavia, Daenerys li accoglie al suo servizio.

### Tempesta di spade
Jorah finalmente si dichiara e bacia Daenerys quando sono da soli. Le confessa il suo amore e ripetutamente le chiede di sposarlo, ma lei rifiuta sempre. Sebbene Daenerys tenga ancora all'amicizia e ai preziosi consigli di Jorah, il suo interesse per lei comincia a metterla a disagio. Jorah suggerisce di navigare verso la Baia degli Schiavisti e di acquistare gli Immacolati. Successivamente, Jorah comanda l'esercito di Immacolati di Daenerys contro Yunkai, portando la sua regina alla conquista anche di questa città.
Quando "Arstan Barbabianca" si rivela essere Barristan Selmy, rivela anche la condizione di informatore della corona di Jorah. Ser Jorah tenta di convincere Daenerys, supplicandola e dicendole che ha cessato di inviare i rapporti da molto tempo, essendo innamorato di lei. Allora Daenerys decide di inviare entrambi in una pericolosa missione nelle fogne di Meereen come punizione e possibilità di redenzione. La missione ha successo e Daenerys diventa regina di Meereen. Al loro ritorno, ser Barristan implora perdono a Daenerys, che lei gli concede. Jorah, invece, dimostrando di considerare il perdono della regina come un proprio diritto, finisce per provocare la sua indignazione. Daenerys bandisce Jorah da Meereen, giurando di farlo uccidere se mai dovesse ripresentarsi.

### Una danza con i draghi
Mentre si trova in uno squallido bordello in compagnia di una prostituta somigliante a Daenerys, sir Jorah scorge Tyrion Lannister e lo fa prigioniero, prevedendo di portarlo da Daenerys e guadagnarsi così il suo perdono.
Una volta a Volantis con il suo prigioniero, presso la Casa del Mercante, riesce a guadagnarsi un passaggio per Meereen grazie all'aiuto della Vedova di Lungomare. Poco dopo un'artista nana di nome Penny incolpa Tyrion per la morte di suo fratello Oppo e cerca di ucciderlo, ma Tyrion ha pietà di lei e alla fine la prende con sé: Penny si unisce a Jorah e a Tyrion e viaggia con loro a bordo della Salaesori Qhoran per Meereen e verso Daenerys. Qualche tempo dopo, la Selaesori Qhoran viene gravemente danneggiata da una violenta tempesta. Dopo giorni alla deriva, l'equipaggio viene catturato dagli schiavisti di Yunkai a bordo di una nave. Catturato e reso schiavo, Jorah fa l'errore di cercare di resistere agli schiavisti, affrontandoli con spada lunga in mano e ne uccide tre prima di essere sopraffatto. Per punizione viene incatenato ad un remo, affamato e picchiato quasi a morte. Gli viene inoltre marchiata a fuoco la maschera di un demone sulla guancia destra, per identificarlo per sempre come schiavo pericoloso e disobbediente.
Jorah, Tyrion e Penny vengono messi in vendita all'asta al di fuori di Meereen e finiscono per essere acquistati da Yezzan zo Qaggaz. Nel frattempo, Jorah viene a sapere dell'imminente matrimonio di Daenerys con Hizdahr zo Loraq, e cade in uno stato di apatia e depressione.
Alla morte per malattia di Yezzan zo Qaggaz, Jorah, Tyrion e Penny fuggono dall'accampamento di quest'ultimo, sapendo che è tradizione che gli schiavi di un Saggio Padrone vengano uccisi alla sua morte. I tre si uniscono alla compagnia mercenaria dei Secondi Figli, sotto il comando di Ben Plumm il Marrone, il quale vuole in cambio da Tyrion la ricchezza di Castel Granito.

## Trasposizione televisiva
Nella serie televisiva Il Trono di Spade, tratta dai romanzi, il personaggio di Jorah è interpretato dall'attore scozzese Iain Glen. La rappresentazione del personaggio è molto fedele ai romanzi fino alla metà quinta stagione, per poi seguire uno sviluppo indipendente. Un'altra differenza sta nel fatto che nei romanzi Jorah è molto più esplicito nei confronti di Daenerys circa i sentimenti che prova nei suoi confronti.

### Prima stagione
Al matrimonio di Daenerys Targaryen e khal Drogo, il fratello di lei, Viserys, prende al suo servizio il cavaliere in esilio ser Jorah. Quest'ultimo è segretamente una spia di re Robert, a cui invia informazioni su Viserys e Daenerys per ottenere il perdono reale. Dopo il matrimonio, Jorah viaggia insieme al khalasar verso est, attraverso il Mare Dothraki fino a Vaes Dothrak. Nel frattempo, Jorah inizia a innamorarsi di Daenerys e a disprezzare sempre più il crudele fratello.
Jorah e Daenerys rimangono a guardare mentre khal Drogo uccide Viserys versandogli in testa dell'oro fuso. Tempo dopo, re Robert mette una taglia sulla testa di Daenerys e un mercante cerca subito di avvelenarla. Jorah, che nel frattempo ha ricevuto una lettera da Approdo del Re in cui gli viene revocato l'esilio, decide di rinunciare a tornare a casa e sventa l'attentato alla ragazza che ormai ama. Dopo la morte di khal Drogo, Daenerys viene abbandonata da gran parte del khalasar, ma ser Jorah continua a rimanerle fedele. In seguito, la giovane Targaryen riesce a far schiudere tre uova di drago e diviene la prima donna a capo di un khalasar.

### Seconda stagione
Jorah viaggia con Daenerys e il suo piccolo khalasar verso la città di Qarth. Ormai fedele a Daenerys, Jorah appoggia la pretesa della ragazza sui Sette Regni. Dopo il rapimento dei tre cuccioli di drago a opera dello stregone Pyat Pree e del ricco mercante Xaro Xhoan Daxos, Jorah accompagna la ragazza quando questa si reca nella Casa degli Eterni a salvare i tre draghi. Daenerys uccide entrambi i rapitori e saccheggia il palazzo di Xaro Xhoan Daxos, rinchiudendo vivi quest'ultimo e l'infedele serva Doreah in un caveau e ottenendo abbastanza ricchezze da poter comprare un vascello con cui iniziare i propri progetti di conquista.

### Terza stagione
Jorah segue Daenerys nelle città della Baia degli Schiavisti. La prima città è Astapor, dove la ragazza, servendosi di uno dei suoi draghi, libera dalla schiavitù un esercito di guerrieri detti Immacolati, aggiungendoli ai suoi aiutanti. Ormai decisa a debellare la schiavitù in tutta la baia, la ragazza raggiunge la città di Yunkai; qui accetta l'alleanza di Daario Naharis, un mercenario mandato dai sovrani di Yunkai ad ucciderla, ma successivamente innamoratosi di lei. Jorah partecipa al piano per la conquista di Yunkai che passa nelle mani di Daenerys.

### Quarta stagione
Daenerys conquista la terza città schiavista, Meereen, diventandone regina ed eliminando la schiavitù. Nel frattempo, Jorah è sempre più a disagio nel constatare che Daario è diventato l'amante di Daenerys. Ad Approdo del Re, Tywin Lannister è preoccupato dalle notizie che giungono riguardo Daenerys e decide di destabilizzarla, spedendo a Meereen un secondo documento in cui si attesta il perdono reale ricevuto da Jorah. Il cavaliere è così costretto a confessare di essere stato in passato una spia al soldo di re Robert, e Daenerys, indignata, rifiuta di perdonarlo: pur decidendo di risparmiarlo in virtù dei suoi servizi e dell'amicizia sincera che c'è stata tra loro, lo esilia da Meereen, pena la morte in caso osasse fare ritorno.

### Quinta stagione
A Volantis ser Jorah incontra Tyrion Lannister, scappato da poco da Approdo del Re, e lo cattura per portarlo da Daenerys, sperando di ottenerne il perdono. Durante il viaggio i due sono attaccati da un gruppo di "uomini di pietra", persone rese folli dal Morbo Grigio. Tyrion e Jorah sopravvivono, ma quest'ultimo viene, all'insaputa dell'altro, infettato. Durante i giorni seguenti, Jorah racconta a Tyrion di Daenerys, suscitando la curiosità del nano, ma purtroppo i due sono catturati da degli schiavisti. Raccontando delle mezze verità sul proprio passato di cavaliere, Jorah convince i suoi aguzzini a venderlo a uno schiavista, Yezzan zo Qaggaz, in modo da raggiungere Daenerys lottando nelle Fosse da Combattimento, che la nuova regina ha da poco riaperto per soddisfare il popolo. La riunione tra i due avviene molto presto, ma il loro primo incontro, in una fossa minore, non è sufficiente perché Jorah ottenga il perdono, anche se permette a Tyrion di essere accolto dalla donna; pur avendo minacciato di ucciderlo in caso ritornasse, la giovane Targaryen si limita esiliare nuovamente Mormont. Non arrendendosi, nonostante il Morbo Grigio cominci a diffondersi, Jorah continua a combattere e, alla fine, riesce a lottare nella grande arena di Meereen, la Fossa di Daznak, di nuovo di fronte a Daenerys. Mentre lui combatte, la regina lo riconosce, ma rifiuta di mettere fine al combattimento anche quando lui sembra in procinto di perdere. Quando però il cavaliere esiliato riesce a vincere lo scontro, invece di avvicinarsi lancia una lancia verso Daenerys, ma per salvarla da un attacco di un Figlio dell'Arpia. A quel punto inizia il tentativo di assassinio ai danni della regina, ma Jorah la difende: inizialmente sembra avere la meglio, ma in breve tempo i nemici diventano troppi, e Daenerys sopravvive solo perché, in quel momento, il drago Drogon sopraggiunge e la porta via. Sedata temporaneamente la ribellione, Jorah decide di andare a salvare Daenerys in compagnia di Daario Naharis, ignari che, nel frattempo, Daenerys è stata catturata da un khalasar.

### Sesta stagione
Diretti verso Vaes Dothrak, Jorah non riesce più a nascondere le piaghe del Morbo Grigio, che ormai si sono espanse su quasi tutto l'avambraccio. Quando i due raggiungono Daenerys, questa, invece di scappare, fa in modo che i due la chiudano nel tempio di Vaes Dothrak assieme a tutti i khal, che lei brucia vivi dando fuoco all'edificio, mentre lei, immune alle fiamme, sopravvive: l'impresa assicura a Daenerys la fedeltà di tutti i Dothraki. Il giorno seguente la donna concede il suo perdono a Jorah, ma lui, dopo aver ammesso di amarla, è obbligato a rivelarle la propria malattia: avendolo perdonato, la regina, pur rammaricata di averlo esiliato e indotto a infettarsi gravemente, gli ordina di trovare una cura, guarire e poi tornare da lei.

### Settima stagione
Con il Morbo Grigio che si è espanso su quasi tutto il corpo, ser Jorah Mormont è ospitato nella Cittadella di Vecchia Città, nella speranza di essere curato. Purtroppo, l'Arcimaestro può solo annunciargli che gli restano pochi mesi di lucidità e pochi anni di vita, ma per fortuna nella Cittadella c'è Samwell Tarly. Il giovane Guardiano della notte, ora discepolo della Cittadella, ha un debito di gratitudine con il padre di Jorah, il defunto Lord Comandante Jeor Mormont, quindi non perde le speranze e pratica su di lui una dolorosa operazione che, alla fine, lo guarisce dal Morbo Grigio. Il giorno dopo l'Arcimaestro lo visita e il cavaliere cerca di coprire Sam per risparmiargli una punizione ma l'Arcimaestro, pur intuendo, nonostante le bugie di Jorah, che è opera di Sam, lo dichiara misteriosamente guarito, quindi Jorah può tornare dalla sua regina, che ha conquistato da poco Roccia del Drago. Ricongiuntosi con lei, quando Tyrion propone di convincere Cersei Lannister a una tregua portando ad Approdo del Re un soldato dell'esercito del Re della Notte, Jorah è il primo a offrirsi di andare oltre la Barriera per catturarne uno. Con lui vanno anche Jon Snow, il bastardo di Robert Baratheon Gendry, Tormund e i membri della Fratellanza senza Vessilli, a cui si è unito Sandor Clegane. Oltre la Barriera, Jorah conversa sia con Thoros di Myr, al cui fianco aveva combattuto anni prima nell'assedio di Pyke, che con Jon Snow: i due parlano dei reciproci padri e poi, il Re del Nord, sapendo che Jeor Mormont gli aveva donato la propria spada, Lungo Artiglio, perché convinto che Jorah non sarebbe mai tornato a Westeros, la offre a quest'ultimo; pur grato dell'offerta, Jorah rifiuta, ritenendosi indegno di reclamare la spada a causa del disonore arrecato in passato a Casa Mormont e ritiene che i desideri di suo padre vadano rispettati (malgrado Jeor non abbia mai smesso di amare il figlio), ridonando così Lungo Artiglio a Jon. Grazie al sacrificio di Thoros e del drago Viserion, la missione riesce e, qualche giorno dopo, Jorah accompagna i suoi compagni ad Approdo del Re, per poi tornare a Nord.

### Ottava stagione
A Grande Inverno, ser Jorah ha modo di reincontrare sia Samwell Tarly che la giovane Lyanna Mormont, sua cugina e Lady dell'Isola dell'Orso. Quando Jaime Lannister arriva con la notizia che Cersei non intende mandare rinforzi, Jorah difende Tyrion, minacciato dalla regina di essere sostituito come Primo Cavaliere, dato che comprende come il nano rimanga troppo utile per la gestione dei Sette Regni una volta che Daenerys li avrà conquistati; nonostante Daenerys stesse in realtà pensando di assumere proprio Jorah come Primo Cavaliere al posto di Tyrion (ruolo per cui era stato già pensato prima della scoperta del suo spionaggio), la Regina dei Draghi viene convinta a tenere Tyrion in carica. Durante i preparativi, sapendo che l'uomo ha rinunciato a Lungo Artiglio, Sam gli affida Veleno del Cuore, la spada di acciaio di Valyria della propria famiglia; poi, poco prima della battaglia, Jorah parla con Lyanna, implorandole di non combattere in quanto lei è il futuro della Casa Mormont, ma lei rifiuta e quindi i due si augurano buona fortuna e si dirigono alle rispettive postazioni. Grazie alla spada che gli è stata donata, l'uomo sconfigge innumerevoli non-morti, ma il numero di nemici è soverchiante e, proteggendo Daenerys, Jorah viene ripetutamente ferito fino a che, pochi istanti dopo la vittoria, muore tra le braccia della sua amata, mettendo fine anche alla propria Casa dato che, nel corso della battaglia, pure Lyanna ha perso la vita. Nonostante Jorah sia riuscito a salvare la sua regina, la sua morte è uno dei primi eventi tragici che, col tempo, porteranno Daenerys Targaryen alla follia, obbligando Jon Snow ad ucciderla.
Gli sceneggiatori hanno rivelato, in un'intervista pubblicata qualche mese dopo la fine della serie, come il progetto iniziale prevedesse una fine molto diversa per ser Jorah: dopo essere sopravvissuto alla battaglia contro gli estranei, l'uomo sarebbe rimasto sconvolto dalle azioni di Daenerys ad Approdo del Re e quindi, con la morte di lei, avrebbe deciso di unirsi ai Guardiani della notte assieme a Jon. Tuttavia, alla fine fu deciso che la sua morte fosse un evento necessario per giustificare la follia di Daenerys, mentre lo stesso Iain Glen, nella medesima intervista, ha affermato che, secondo lui, per ser Jorah sia stato meglio morire proteggendo la donna che amava piuttosto che dover assistere alle atrocità che lei avrebbe commesso.